# Megathymus
Megathymus är ett släkte av fjärilar. Megathymus ingår i familjen tjockhuvuden.

## Bildgalleri

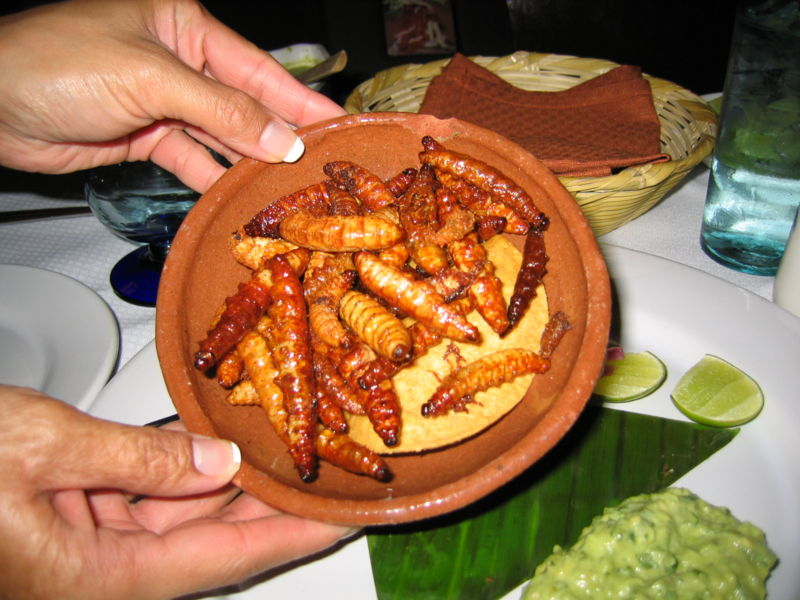

## Dottertaxa tillMegathymus, i alfabetisk ordning[1]
- Megathymus alabamae
- Megathymus albocincta
- Megathymus arizonae
- Megathymus bazelae
- Megathymus beulabae
- Megathymus browni
- Megathymus buchholzi
- Megathymus cofaqui
- Megathymus coloradensis
- Megathymus dee
- Megathymus deserti
- Megathymus elidaensis
- Megathymus gayleae
- Megathymus harrisi
- Megathymus kendelli
- Megathymus leussleri
- Megathymus louiseae
- Megathymus martini
- Megathymus maudae
- Megathymus navajo
- Megathymus reinthali
- Megathymus reubeni
- Megathymus stallingsi
- Megathymus streckeri
- Megathymus texana
- Megathymus ursus
- Megathymus wilsonorum
- Megathymus winkensis
- Megathymus violae
- Megathymus yuccae